# Karcsa (ort)
Karcsa är en ort i Ungern.   Den ligger i provinsen Borsod-Abaúj-Zemplén, i den nordöstra delen av landet, 220 km öster om huvudstaden Budapest. Karcsa ligger 100 meter över havet och antalet invånare är 1 984.
Terrängen runt Karcsa är platt. Runt Karcsa är det ganska tätbefolkat, med 67 invånare per kvadratkilometer. Närmaste större samhälle är Sátoraljaújhely, 14,3 km nordväst om Karcsa. Trakten runt Karcsa består till största delen av jordbruksmark.